# Осада Сучавы
Осада Сучавы — в августе-сентябре 1653 года стала последним эпизодом Сучавской кампании 1653 года, окончательно подтвердив поражение планов гетмана Богдана Хмельницкого утвердить свою гегемонию над Молдавским княжеством.
В то же время длительная оборона Сучавы дала возможность украинскому войску Б. Хмельницкого выиграть время и успешно блокировать войска Речи Посполитой под Жванцем (см. Жванецкая осада 1653), что определило победный финал этой битвы и кампании 1653 года в целом.

## Введение
Сучава была столицей Молдавского княжества с 1365 по 1565 год. После того, как столицей княжества стали Яссы, Сучава оставалась резиденцией господарей, которые заботились о поддержании её укреплений в надлежащем состоянии. Сучавская крепость была возведена во второй половине 14 века и перестроенная на рубеже 15-16 веков, при господаре Стефане Великом. При господаре Иеремии Могиле (конец 16-начало 17 века) были отремонтированы крепостные стены. Василе Лупу больше беспокоился о реновации княжеского дворца, чем собственно о крепости. Поэтому польские источники говорят о Сучаве как о «крепости скорее древней чем мощной».
В источниках существуют различные данные о начальном гарнизоне Сучавы. Называются числа от 140 до 2 200. Последнее число наверняка значительно преувеличено, но, принимая во внимание, что до Сучавы должны были добраться остатки войск Василе Лупу после поражений под Фараоне и Сыркой, можно предположить, что гарнизон мог насчитывать около тысячи человек. Кроме того, крепость имела 70 орудий.
После поражения под Сыркой и потери Ясс Василий Лупул понял, что Сучава становится ключевым пунктом его усилий по удержанию на княжеском престоле. Поэтому перед бегством в Украину, к своему свояку гетману Богдану Хмельницкому, он приказал, чтобы крепость защищали любой ценой.

## Начало осады
Уже 22 июля 1653 года к Сучаве подошёл семитысячный отряд во главе с новым господарем Молдовы Георгием Стефаном. Гарнизон крепости не согласился на требование сдаться. К Стефану подошли 70 осадных орудий из Ясс и Хотина, после этого он дал приказ начать штурм. Но осажденные храбро защищались, ожидая помощи.
Между тем 15 июля 1653 года в гетманскую столицу Чигирин явился посланник от Василия Лупула, который попросил военной помощи, поскольку его враги перешли в наступление. Вскоре прибыл и сам поверженный господарь. Пытаясь сохранить свое влияние в регионе, украинский гетман Богдан Хмельницкий принял решение, имевшее фатальные последствия: решил восстановить его власть. В первой декаде августа гетман отправил в Молдавию новый казацкий корпус во главе со своим старшим сыном и зятем Василия Лупула, Тимошем Хмельницким. 17 или 18 августа 1653 года казаки вошли в Сучаву. Тимош проводил свой марш несколькими колоннами, опустошая окрестные молдавские земли с целью спровоцировать Стефана отойти от Сучавы, а также не давая возможность точно локализовать направление похода своих главных сил. В результате Стефан снял осаду и Тимофей смог войти в Сучаву, практически не встретив сопротивления (блокирующий отряд в 500 воинов, оставленный Стефаном, был легко разбит).

## Силы сторон
Максимальная известная оценка сил, которые привел к Сучаве Тимош Хмельницкий, есть в письме Богдана Хмельницкого к посланникам московского царя, где он пишет о 20 тысячах казаков и 2 тысячах татар. Однако более вероятной оценкой являются 9 тысяч казаков с 20 пушками. Смолий и Степанков дают меньшую оценку, 6-8 тысяч. Грушевский также пишет о двух тысячах ногайских татар, присоединившихся к походу.
Силы господаря Молдавии Стефана оцениваются как 5-6 тысяч молдаван и валахов и 5-10 тысяч трансильванцев (Смолий и Степанков: «25-30-тысячное молдавско-валашско-трансильванское войско», тогда как Грушевский пишет о 4 тысяч «немецкого войска» под руководством Иштвана Петки, посланных из Трансильвании). Силы поляков, поступившие на помощь Стефану и присоединившиеся к нему 19 августа 1653 года, составили 4 тысячи конницы (2 900 наемной легкой конницы, 400 драгун, несколько сотен добровольцев) во главе с полковником Яном Кондрадцким (Смолий и Степанков: «на главе 7 тыс. польских солдат подошел полковник Ян Кондрацкий»).

## Ход осады
21 августа войско Георгия Стефана подошло к Сучаве и попытались с наскока взять казацкий лагерь под стенами крепости. Эта попытка полностью провалилась, поскольку за несколько дней, прошедших от прихода к Сучаве, казаки сумели возвести сильные укрепления.
Началась осада крепости. Татары (2 тысячи), пришедшие с Тимошем, поставили условие, чтобы выйти из лагеря, пока у них ещё есть лошади. Тимош Хмельницкий не согласился и убил татарского мурзу, после чего 25 августа 1653 года все татары покинули Сучавский лагерь и бежали через Черновцы в Могилев. Осаждающие не пытались их задержать (при том есть сведения, что один мурза с несколькими сотнями татар примкнул к осаждающим и храбро воевал против казаков). Возможно, с Тимошем осталось 2-3 сотни татар и 6 тысяч запорожцев (скорее всего, ему не удалось собрать в один кулак все свои отряды, которые он их распустил по краю).
У Грушевского находим такое описание действий Тимоша Хмельницкого под Сучавой, принадлежащее Павлу из Алеппо:
«Тимофій що дня виходив, на ворогів і побивав їх тисячами-ніхто не міг протистояти його великій відвазі. Що дня виїздив з табора з невеликою купкою людей на буланім коні, которого дуже любив: побивав, ранив і гонив ворогів; достовірні люди оповідали про нього, що він убив з власної руки 1300 Німців, купою нагромадивши перед собою. Стріляв з лука правою рукою і лівою, рубав шаблею, стріляв з рушниці з-під черева свого коня і так побивав ворогів. Аґа-скарбник, що приїздив з Стамбула від султана в справах Молдавії й їздив з капіджі-башею до Стефана, що був тоді під Сучавою, повернувся здивований джиґитовкою й сміливістю Тимофія, захоплений його юнацтвом. Ніхто не міг влучити його ні з рушниці ні іншою зброєю, такий він був чудовий їздець: крутився на сідлі як блискавиця. Скільки жалю завдав він Полякам-значним і простим: сам-один з власної руки вбив їх кілька тисяч, як то оповідали нам люди, додаючи, що своїм мечем він убив 7000 Євреїв».
Сначала лагерь запорожцев не был полностью блокирован, и Тимош высылал отряды уничтожать край и тревожить осаждающих. Не всегда эти вылазки заканчивались счастливо: Грушевский вспоминает об одной такой вылазке в Драгомирну, когда казаки были отрезаны от лагеря и почти все уничтожены.
Войско осаждающих насчитывало всего 3-4 тысячи пехоты и драгонтов, но в сентябре к ним поступил отряд полковника Генрика Денгоффа из 600 польских драгун и с 6 пушками. Уже по окончании осады добрались до Сучавы 800 польской конницы под предводительством коронного польного писаря Сапеги. Пришли подкрепления и от трансильванского князя Юрия II Ракоци, так что под конец осады союзное войско могло насчитывать до 30 тысяч воинов.
После начала осады Тимош послал письмо к своему отцу Богдану Хмельницкому, прося о помощи. 29 августа 1653 года Хмельницкий получил тревожное письмо от сына, просившего подкрепления. Тем не менее, имея в Чигирине только 10 тысяч воинов (другие полки собирались под Белой Церковью), перед угрозой наступления поляков не решился отправить к Сучаве большие силы (несколько тысяч казаков не могли спасти ситуации). Поэтому отписал Тимошу, что пока не может прислать подкрепление и советовал обороняться. Источники свидетельствуют, что после этого гетман трижды рассылал универсалы старшинам с приказом собираться на помощь осажденным в Сучаве, но они не хотели его выполнять. Во второй декаде сентября в Рашкове собрались лишь два полка казаков.
Богдан Хмельницкий и дальше добивался от Османской империи поддержки своих мер. В начале второй декады августа он принял турецкого посла, которого задержал при себе на время. В начале сентября направил посольство в Стамбул, которое должно было ходатайствовать о возвращении власти своего союзника и родственника Василе Лупула.
Несколько раз Богдан Хмельницкий отсылал послов к крымскому хану Ислам-Гирею, склоняя его помочь осажденным. Имея запрет от султана, хан поначалу решительно отказывался, но под давлением части знати, которая слышала о мифических богатствах Василия Лупула и хотела прибрать к рукам часть его сучавских сокровищ, в конце концов согласился. 20 сентября 1653 года он выступил на соединение с силами гетмана, отрядив 12 тысяч татар в Сучаву. Тем временем там произошли события, перечеркнувшие целесообразность Сучавской кампании украинско-крымских войск.

## Гибель Тимоша Хмельницкого
Ход боевых действий под Сучавой установить чрезвычайно трудно, но похоже на то, что до тяжелейших боев дошло 10-12 сентября 1653 года, когда казаки попытались прорвать осаду. К такому решению, скорее всего, привело то, что в крепости стала сказываться блокада − заканчивались продукты, порох, становилось трудно с водой. Кроме того, казаки могли решить, что прибывший в первой декаде сентября отряд Денгоффа является лишь авангардом большего войска.
Тимош Хмельницкий сформировал ударную группу, которая насчитывала до 5 тысяч воинов, и направил главный удар на позиции трансильванцев. Казакам удалось ворваться на валы и даже захватить несколько вражеских пушек, но в ходе контратаки казаки были отброшены. Это привело к некоторому замешательству среди казаков, поэтому командование осадой решило использовать этот момент для генерального штурма.
Штурм начался 11 сентября 1653 года пополудни и продолжался 3 часа. Свежим драгунам Денгоффа удалось ворваться на казацкие валы, но оттуда их выбили защитники. Казаки не использовали огнестрельного оружия — похоже на то, что порох у них заканчивался. Нападавшие понесли очень большие потери: 1 500 молдаван, валахов и трансильванцев, 800 поляков. Очевидцы писали о том, что польские трупы заполнили вал перед казацкими шанцами. У польских драгун остался жив лишь один капитан, а все остальные офицеры погибли. Начались ссоры между поляками и их союзниками относительно того, кто же виноват в поражении штурма.
Казакам не удалось использовать свой большой успех. Хотя следующей ночью они попытались уничтожить блокгауз перед польскими окопами и почти достигли успеха, атаковав его неожиданно в темноте, защитники смогли продержаться (отражаясь в том числе ручными гранатами) до подхода своей конницы, отогнала казаков к их лагерю.
На следующий день, 12 сентября 1653 года, во время пушечного обстрела украинских позиций, Тимофей Хмельницкий получил ранение в бедро возле паха. Во время инспектирования казацких шанцев вражеское ядро ударило в пушку, возле которой он стоял, разбило лафет и ранило казацкого командира. Другой вариант гибели военачальника говорит, что казак-перебежчик указал осаждающим на зелёную палатку Тимоша. Туда была нацелена пушка, которая попала ядром в какой−то сундук, обломками которого был ранен Тимош (поэтому враги говорили, что он умер не воинской смертью, а мужицкой — «от кия»). Началась гангрена, от которой 15 сентября 1653 года раненый умер (Смолий и Степанков: «по одним данным, через четыре, по другим через шесть дней»). В тот же день о его смерти стало известно в лагере господаря Георгия Стефана, а уже 18 октября 1653 года о происшествии знали в польском лагере под Каменцем. На его место старшина избрала наказным гетманом полковника Николая (или Михаила) Федоровича, якобы по происхождению шляхтича (также есть сведения о том, что он на время был свергнут с гетманства каким-то Мартыном, но тогда возвращен на должность).

## Конец осады
Казакам также удалось полностью починить укрепления лагеря и крепости, так что осаждающие поняли, что лишь голод будет надежным средством победы. Скоро в казацком лагере начали есть лошадей, а когда не хватило мяса, то и лошадиные кожи. После гибели Тимоша улучшились отношения между запорожцами и княгиней Екатериной Лупу, которая вместе со своим двором занимала княжеский замок. Хоть казаков и дальше не пускали в замок, но княгиня дала распоряжение делиться с ними едой и водой.
В то же время казаки продолжали храбро защищаться, при том при случае наводили ужас на осаждающих жестокими казнями пленных: например, трансильванского капитана, героя войны с турками Мартина Немета, что с лошадью упал в «волчью яму» перед казацкими шанцами, был заживо изжарен на валу, чтобы было хорошо видно его товарищам. В результате валахи и трансильванцы все менее хотели атаковать позиции казаков. Так что стремление найти выход из ситуации было с обеих сторон, тем более что до лагеря Стефана дошли слухи, что на помощь Василию Лупу идут татарские войска. Усилилось дезертирство: например, в сентябре из лагеря сбежало несколько польских хоругвей.
Не в состоянии победить казаков, господарь Стефан с союзниками предложили казакам заключение капитуляции. Казацкая старшина должна была поклясться, что ни она, ни казаки больше не будут воевать против польского короля, Молдавии, Валахии и Трансильвании, что отдадут казну Лупу, имущество верных ему бояр и Тимоша Хмельницкого, отдадут победителям наемников-немцев и татарских мурз, которые находились в Сучаве. Казаки должны были также положить на землю перед победителями в знак повиновения свои знамена. Казаки не согласились на такие условия, но были вынуждены вернуться к переговорам, когда трансильванские подкрепления во главе с Яношем Кемени, что подошли в начале октября 1653 года, привезли осадные пушки и начался сильный обстрел казацких шанцев.
8 октября 1653 года переговоры возобновились, и 9 октября было подписано соглашение. Казакам было оставлено оружие (кроме пушек и гаковниц: казаки покинули по одним данным, 7 полевых орудий, 50 с лишним «тяжелого огнестрельного оружия», по другим 3 шести-фунтовых и одну легкую пушку, и 40 гаковниц, ещё за другими 6 больших пушек и несколько меньших), десять хоругвей (другие они отдали победителям) и тело Тимоша, но они должны были отдать все награбленное добро и присягнуть на верность королеве. Семье Василе Лупу было разрешено свободно уехать на Украину. Молдавский гарнизон Сучавы и бояре получили прощение у нового господаря Георгия Стефана.
10 октября 1653 года казаки принесли присягу на верность польскому королю, а 12-13 октября с 10 хоругвями и оружием в руках, под защитой лагеря, оставили Сучаву, везя с собой тело гетманича. Из Сучавы вышло, по свидетельству очевидцев, 4 000 — 5 800 казаков. Если в начале осады казаков с Тимошем было 6-8 тысяч, то казаки за два месяца осады потеряли около 2 тысяч убитыми и умершими.
30 октября в гетманскую столицу Чигирин под залпы из пушек внесли гроб с Тимошем Хмельницким. С его смертью утратили актуальность молдавские династические планы Богдана Хмельницкого, связанные с отчаянно храбрым, но неуравновешенным, вспыльчивым и излишне упрямым старшим сыном Тимофеем.
Господарь Молдавии Георгий Стефан, господарь Валахии Матей Басараб и князь Трансильвании Дьердь II Ракоци ускорили переговоры с Речью Посполитой о совместных военных действиях против украинского гетман Богдана Хмельницкого. Реальной стала перспектива создания антиукраинской коалиции, чего больше всего боялся украинский гетман. Однако Смолий и Степанков считают, что двухмесячная оборона Сучавы продемонстрировала правителям Молдавии, Валахии и Трансильвании их железную стойкость и развеяла иллюзию возможности получения легкой победы в борьбе с Украиной. Поэтому они пересмотрели предыдущие намерения направить войска на помощь Польше.